# Jean-Baptiste Monnoyer
Jean-Baptiste Monnoyer (ur. 12 stycznia 1636 w Lille, zm. 20 lutego 1699 w Londynie) – francuski malarz kwiatów okresu baroku.
Uczył się Antwerpii. W 1665 został członkiem Akademii Królewskiej Malarstwa i Rzeźby. Wykonał dekoracje w wielu pałacach magnackich (m.in. w Vaux-le-Vicomte) oraz rezydencjach królewskiech (m.in. w Wersalu). W 1685 udał się do Anglii, gdzie pozostał do końca życia.
Jego kompozycje kwiatowe wykazują wpływy sztuki flamandzkiej (głównie Rubensa).
Malarzami byli jego dwaj synowie: Antoine Monnoyer i Baptiste Monnoyer.

## Wybrane dzieła
- Bukiet kwiatów – Marsylia, Musée des Beaux-Arts,
- Kosz kwiatów – Madryt, Muzeum Thyssen-Bornemisza,
- Kosz kwiatów – Wersal, Musée National du Château,
- Kwiaty – Salzburg, Rezidenzgalerie,
- Maki, peonie i inne kwiaty – Warszawa, Muzeum Kolekcji im. Jana Pawła II,
- Martwa natura z kwiatami i owocami (1665) – Montpellier, Musée Fabre,
- Owoce i kwiaty – St. Petersburg, Ermitaż,
- Wazon z kwiatami – Lille, Musée des Beaux-Arts,
- Złota waza z kwiatami i papugami – Lille, Musée des Beaux-Arts.

## Galeria

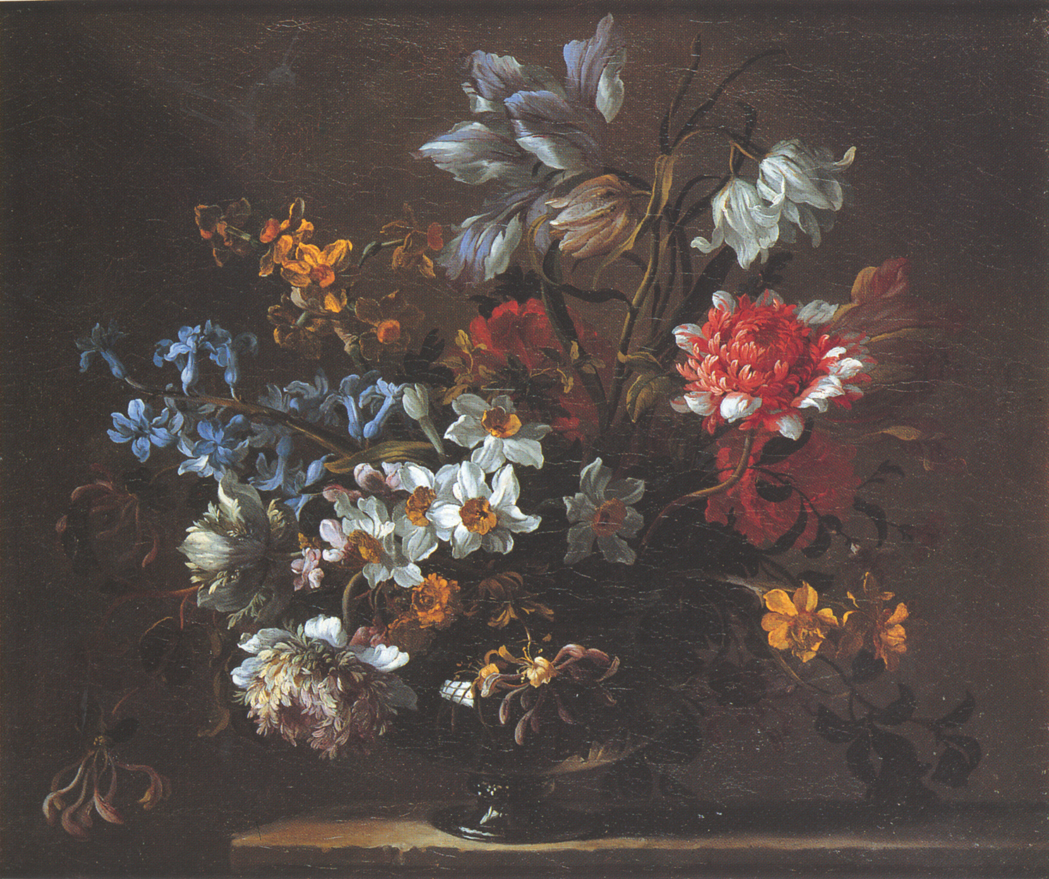
Bouquet de fleurs dans un vase translucide
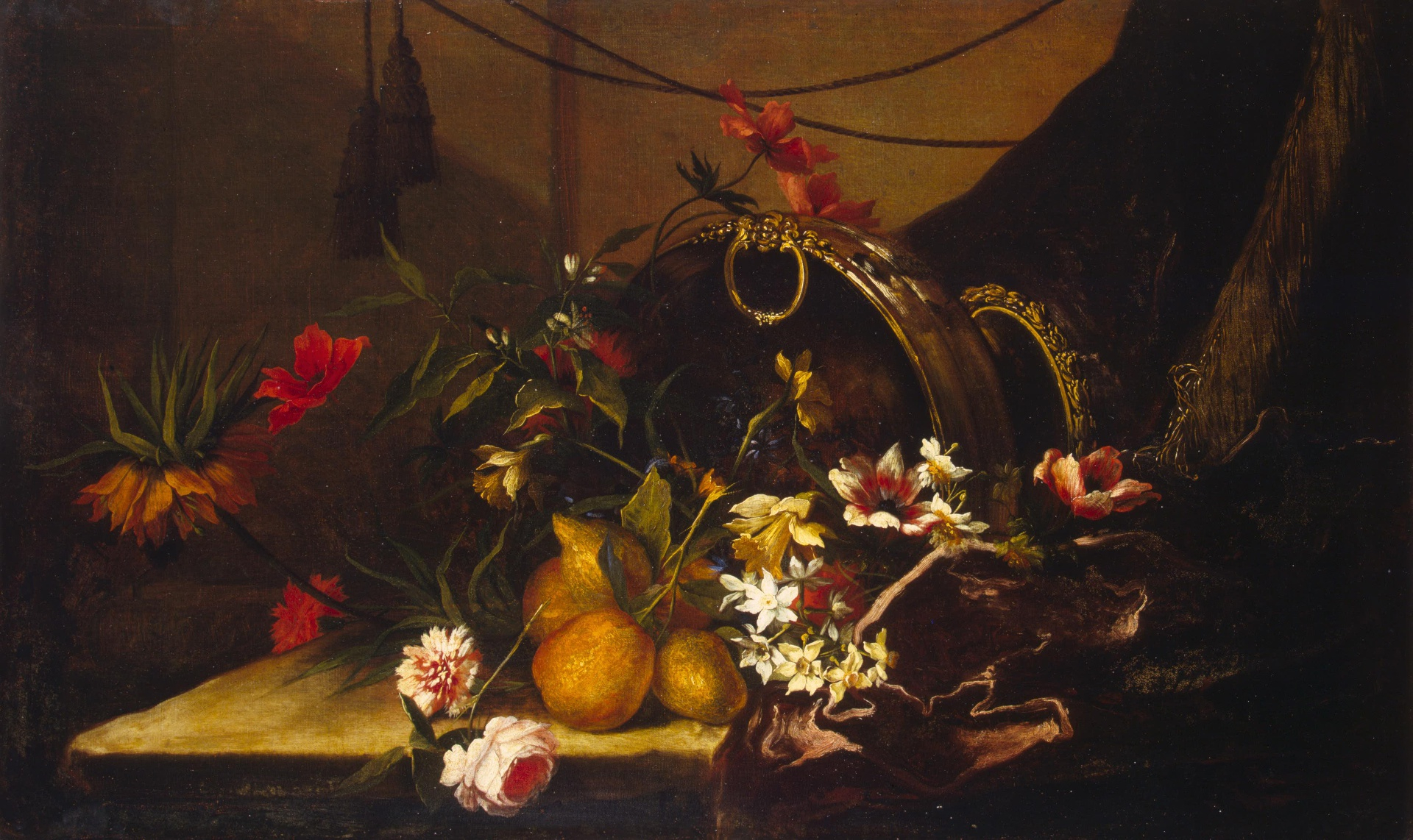
Fruit et fleurs
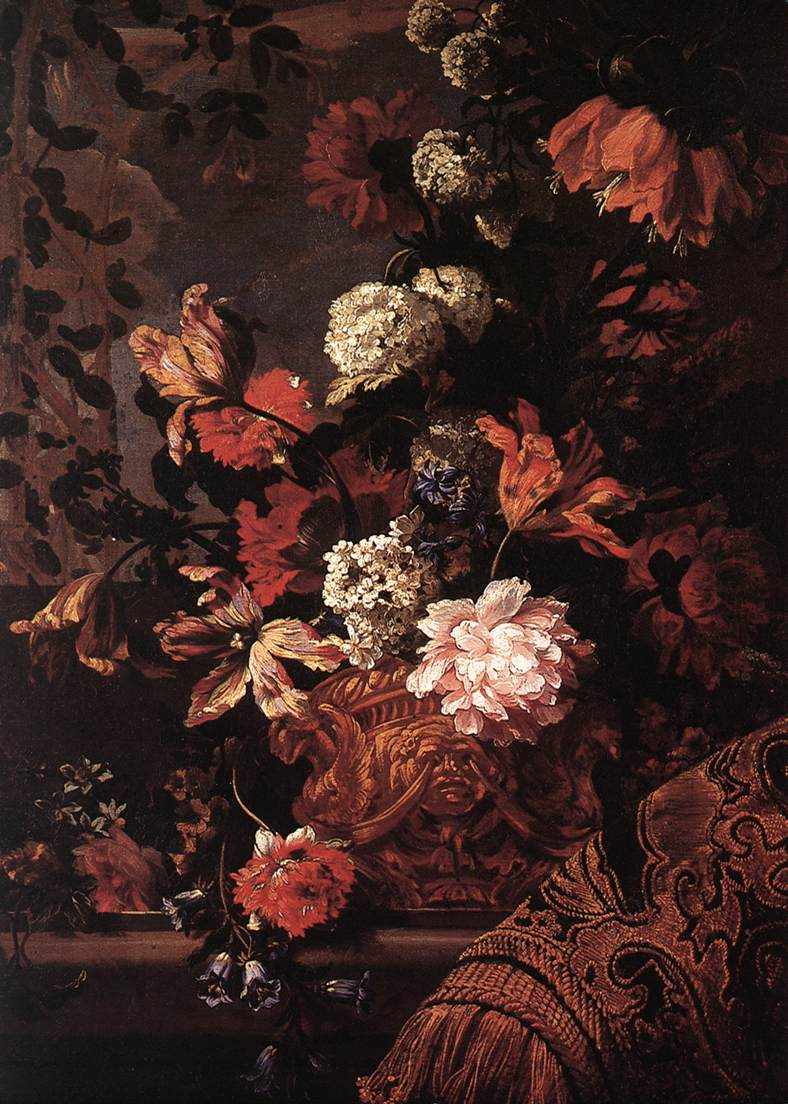
Bouquet de fleurs